# Западно-Сахалинские горы
Западно-Сахалинские горы (также просто Западный хребет, Западно-Сахалинский хребет) — условное название десяти параллельных горных хребтов, занимающих юго-западную часть острова Сахалин, Россия. Основное направление — меридиональное, с севера на юг. Разделены продольными речными долинами.

## Характеристика
- Длина около 650 км
- Высота до 1 325 м (гора Возвращения с пиком Журавлёва)

## Хребты
- Камышовый хребет — главный
- Южно-Камышовый хребет — к югу от 48° с. ш.
- В районе мыса Ламанон находятся погасшие вулканы Ичара и Краснова, образующие горы Ламанон.

В состав горной породы входят преимущественно: сланцы, песчаники, конгломераты и магматические породы. Имеются месторождения каменного угля: Лесогорское, Углегорское, Бошняковское и др. Юго-западные склоны хребта прогревает тёплое Цусимское течение, здесь преобладают смешанные широколиственные леса. Остальные покрывает тайга (ель и курильский бамбук). Горы пересекает железная дорога Южно-Сахалинск — Холмск